# Робърт Ъркърт
Генерал-майор Робърт „Рой“ Елиът Ъркърт (на английски: Robert (Roy) Elliott Urquhart) кавалер на Орден на банята и Орден за заслуги (28 декември, 1901 – 13 декември, 1988) е британски военен офицер. Той става известен с командването си на британската 1-ва въздушнодесантна дивизия по време на Операция „Маркет-Гардън“.

## Военна кариера
Първоначално Ъркърт не е въздушнодесантен офицер. През 1941 година той е щабен офицер при британската 3-та пехотна дивизия. Преди това служи като помощник командир на рота Б (картечна) от високопланинската лека пехота, разположена в Малта. Докато служи там той става приятел с наградения от академията актьор Дейвид Нивън. В своята автобиография, Нивън описва Ъркърт като '„Сериозен войник с голям чар и сърдечност...“'.
Ъркърт служи щаба на британската армия в Индия през първите година на Втората световна война. Той остава там до 1941 година, когато е изпратен в Северна Африка.
Между 1941 и 1942 година той командва 2-ра лека пехота на дука на Корнуол. След това през 1943 година става щабен офицер към британската 51-ва пехотна дивизия, която е разположена в Северна Африка. За кратко командва 231-ва пехотна бригада, която води боеве при Битката за Сицилия.
До 1944 година, той е щабен офицер при британския 12-и корпус. През същата година получава командването на 1-ва въздушнодесантна дивизия. Предшественикът му (генерал-майор Хопкинс) е убит в Италия, а човекът който е трябвало да поеме командването, бригаден-генерал Ерик Даун, получава назначение в Индия. Ъркърт е имал въздушна болест и до този момент не е командвал, и не е бил част от въздушнодесантна част. Първите му действия като такъв са по време на Операция „Маркет-Гардън“. След като неговата част губи 3/4 от войниците си при Арнем, тя не участва в бойни действия до края на войната. След войната той заема няколко щабни позиции, включително главнокомандващ в Малая (1950 – 1952) по време на партизанските войни там. Робърт Ъркърт се пенсионира от армията през 1955 година.

## Личен живот и следвоенна кариера
След като напуска на армията Ъркърт става изпълнителен директор в стоманената индустрия, като се пенсионира през 1970 година.
През 1958 година Ъркърт публикува Арнем: Срамния британски въздушен десант от Втората световна война (ISBN 0-9644704-3-8), в който разглежда действията си по време на битката.
Ъркърт е изигран от Шон Конъри във филма от 1977 година A Bridge Too Far, за който той е военен консултант. Той е и предмет на биографията Ъркът от Арнем (ISBN 0-08-041318-8) на Джон Байнс.
Ъркърт и жена му Памела имат четири деца, сред които Елспет Кемпбъл (жена на политика Мензиес Кемпбъл) и Суки Ъркърт, автор на книгата Шотландския градинар.